# Pizzo di Brünesc
Pizzo di Brünesc är en bergstopp i Schweiz.   Den ligger i distriktet Vallemaggia och kantonen Ticino, i den sydöstra delen av landet, 110 km sydost om huvudstaden Bern. Toppen på Pizzo di Brünesc är 2 429 meter över havet, eller 162 meter över den omgivande terrängen. Bredden vid basen är 0,84 km.
Terrängen runt Pizzo di Brünesc är huvudsakligen mycket bergig. Närmaste större samhälle är Cevio, 7,1 km söder om Pizzo di Brünesc. 
I omgivningarna runt Pizzo di Brünesc växer i huvudsak blandskog. Runt Pizzo di Brünesc är det mycket glesbefolkat, med 5 invånare per kvadratkilometer.